# Erland Nordenfalk

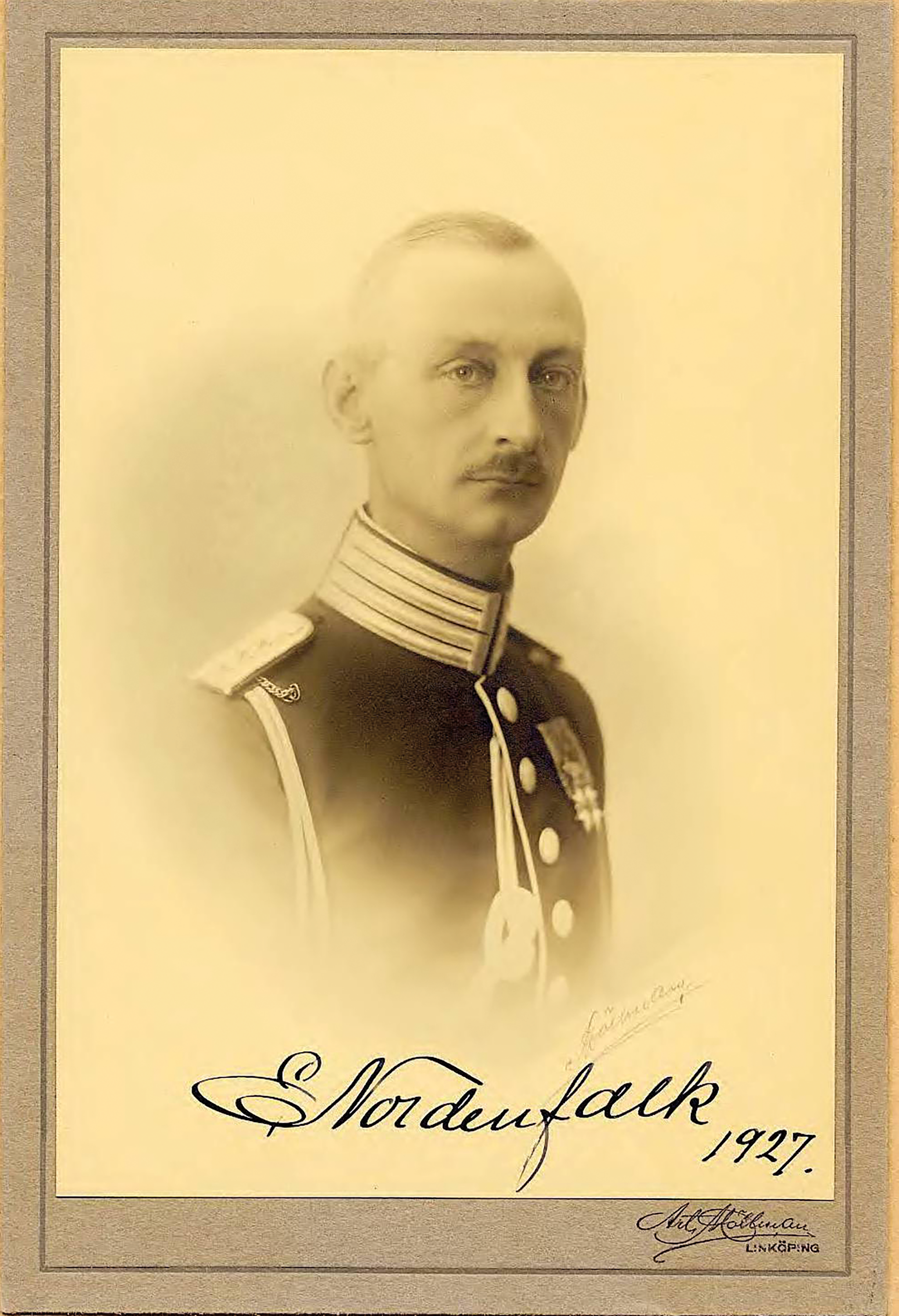

Otto Erland Carl Johan Nordenfalk, född 27 december 1880 i Törnsfall, Kalmar län, död 19 november 1965 i Linköping, var en svensk hovintendent, museiföreståndare, major, författare och akvarellist.
Han var son till överstelöjtnanten Otto Wilhelm Claes Johan Nordenfalk och friherrinnan Sigrid Honorine Cecilia Sparre och från 1914 gift med Elsa Dagmar Gleerup. Efter avslutad militär karriär som major anställdes han som föreståndare för Löfstads slotts museum. Nordenfalk studerade konst för Nicky Sahlström och har i akvarell målat landskapsbilder samt interiörer från Löfstads slott han utförde dessutom bokvignetter. Makarna Nordenfalk är begravda på Törnsfalls kyrkogård.